# Sclavia în Grecia antică

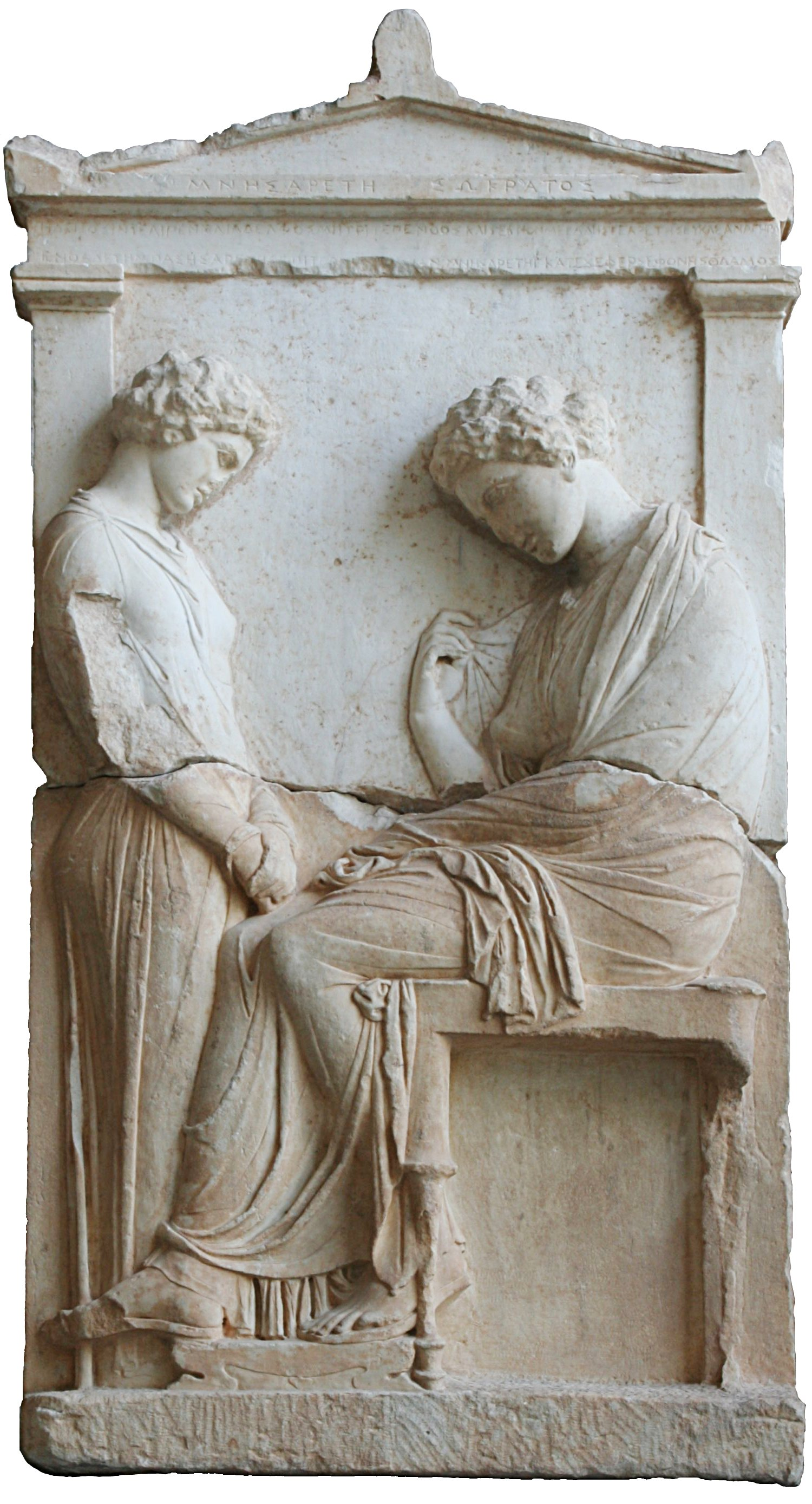
Stelă funerară a Mnesaretei, fiică a lui Socrate; un servitor tânăr (stânga) stă cu fața spre stăpâna ei moartă. Attica, c. 380 î.e.n. (Gliptoteca, München)

Sclavia a fost o practică obișnuită în Grecia antică, ca și în alte societăți ale timpului. Unii autori greci antici (cel mai notabil dintre aceștia fiind Aristotel) considerau că sclavia este naturală și chiar necesară. Această paradigmă a fost în mod considerabil pusă la îndoială în dialogurile socratice; stoicii au produs prima condamnare atestată a sclaviei.
Cele mai multe activități erau accesibile sclavilor cu excepția politicii, care era rezervată cetățenilor.  Sclavii erau utilizați în principal în agricultură, dar sute de sclavi erau de asemenea întrebuințați în cariere de piatră sau mine, și este posibil ca doi per gospodărie să fi fost servitori casnici. Este cert că Atena avea cea mai mare populație de sclavi, nu mai puțini de 80,000 în secolele șase și cinci î.e.n., cu media de trei sau patru sclavi per gospodărie, cu excepția familiilor sărace. 
Practica istoriografică modernă distinge între sclavia în care ești bun personal (posesiune personală, unde sclavul era văzut ca o piesă de proprietate, nu ca membru mobil al societății) versus grupurile legate de pământ ca penestii⁠(d) din Tesalia sau iloții spartani, care erau mai mult asemenea iobagilor medievali (o mărire a proprietății imobiliare). Sclavul penest este un individ privat de libertate și forțat să se supună unui proprietar, care îl poate cumpăra, vinde sau închiria ca și pe oricare alt penest.
Studiul academic al sclaviei din Grecia antică este limitat de probleme metodologice semnificative. Documentația este incoerentă și foarte fragmentată, concentrându-se în principal pe orașul-stat Atena. Nici un tratat nu este devotat în mod specific subiectului, iar jurisprudența s-a interesat de sclavie doar în măsura în care i-a furnizat o sursă de venit. Comediile și tragediile grecești reprezentau stereotipuri, pe când iconografia n-a făcut diferențe substanțiale între sclavi și artizani.

## Terminologie

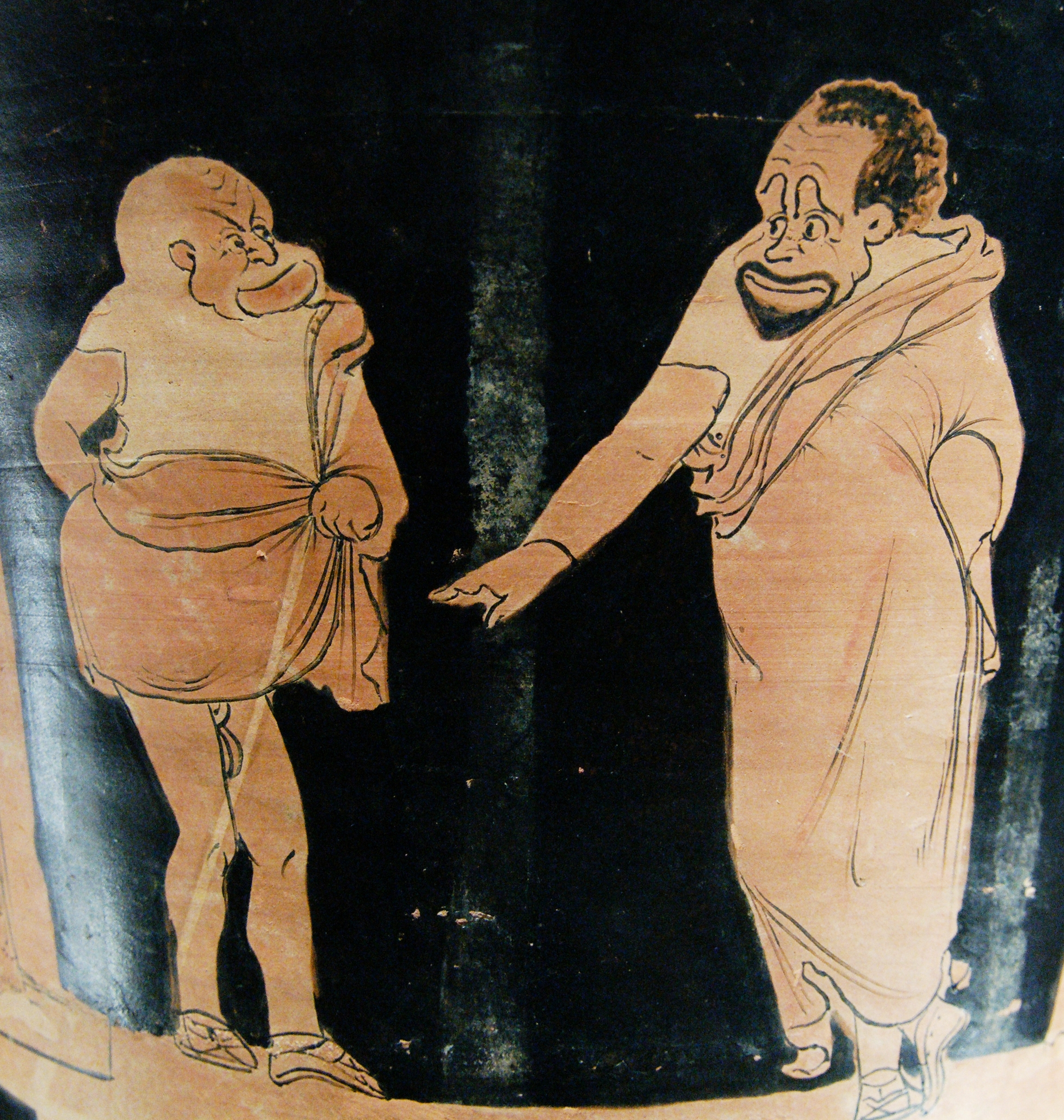
Un stăpân (dreapta) și sclavul său (stânga) într-o hilarotragedie, c. 350 î.e.n.–340 î.e.n. Muzeul Luvru, Paris.

Grecii antici utilizau diferite cuvinte pentru a se referi la sclavi, ceea ce duce la ambiguitate textuală atunci când studiați în afara contextului cuvenit. La Homer, Hesiod și Teognis din Megara, sclavul era numit δμώς (dmōs). Termenul are un sens general, dar se referă în particular la prizonierii de război luați ca pradă (în alte cuvinte, proprietate). În perioada clasică, grecii au utilizat frecvent ἀνδράποδον (andrapodon), (literal, „cel cu labele picioarelor unui bărbat”) prin contrast cu τετράποδον (tetrapodon), „patruped” sau șeptel. Cel mai comun cuvânt pentru sclavi este δοῦλος (doulos), utilizat ca antonim al lui „om liber” (ἐλεύθερος, eleútheros); o formă mai timpurie a primului apare în inscripții miceniene precum do-e-ro, „bărbat sclav” (sau „servitor”; Linear B: 𐀈𐀁𐀫) sau do-e-ra, „femeie sclavă” (sau „servitoare”). Verbul δουλεὐω (care supraviețuiește în greaca modernă, însemnând „muncă”) poate fi utilizat metaforic pentru alte forme de autoritate, precum cea a unui oraș asupra altuia sau a părinților asupra copiilor. În final, a fost utilizat termenul οἰκέτης (oiketēs), cu sensul de „cineva care locuiește în casă”, referindu-se la servitorii din gospodării.
Alți termeni utilizați pentru a se referi la sclavi erau mai puțin preciși și necesitau un anumit context: 
- θεράπων (therapōn) – În timpul lui Homer, cuvântul însemna „moșier” (Patrocle a fost numit therapōn lui Ahile, iar Merion - al lui Idomeneus); dar în timpul epocii clasice, însemna „sclav”.
- ἀκόλουθος (akolouthos) – literal „urmăritorul” sau „cineva care acompaniază”. De asemenea, diminutivul ἀκολουθίσκος, utilizat pentru băieții de casă.
- παῖς (pais) – literal copil, utilizat în același fel ca „băiat de casă”, de asemenea, utilizat în mod peiorativ pentru a-i numi pe sclavii adulți.
- σῶμα (sōma) – literal „corp”, utilizat în contextul emancipării.

## Originile sclaviei

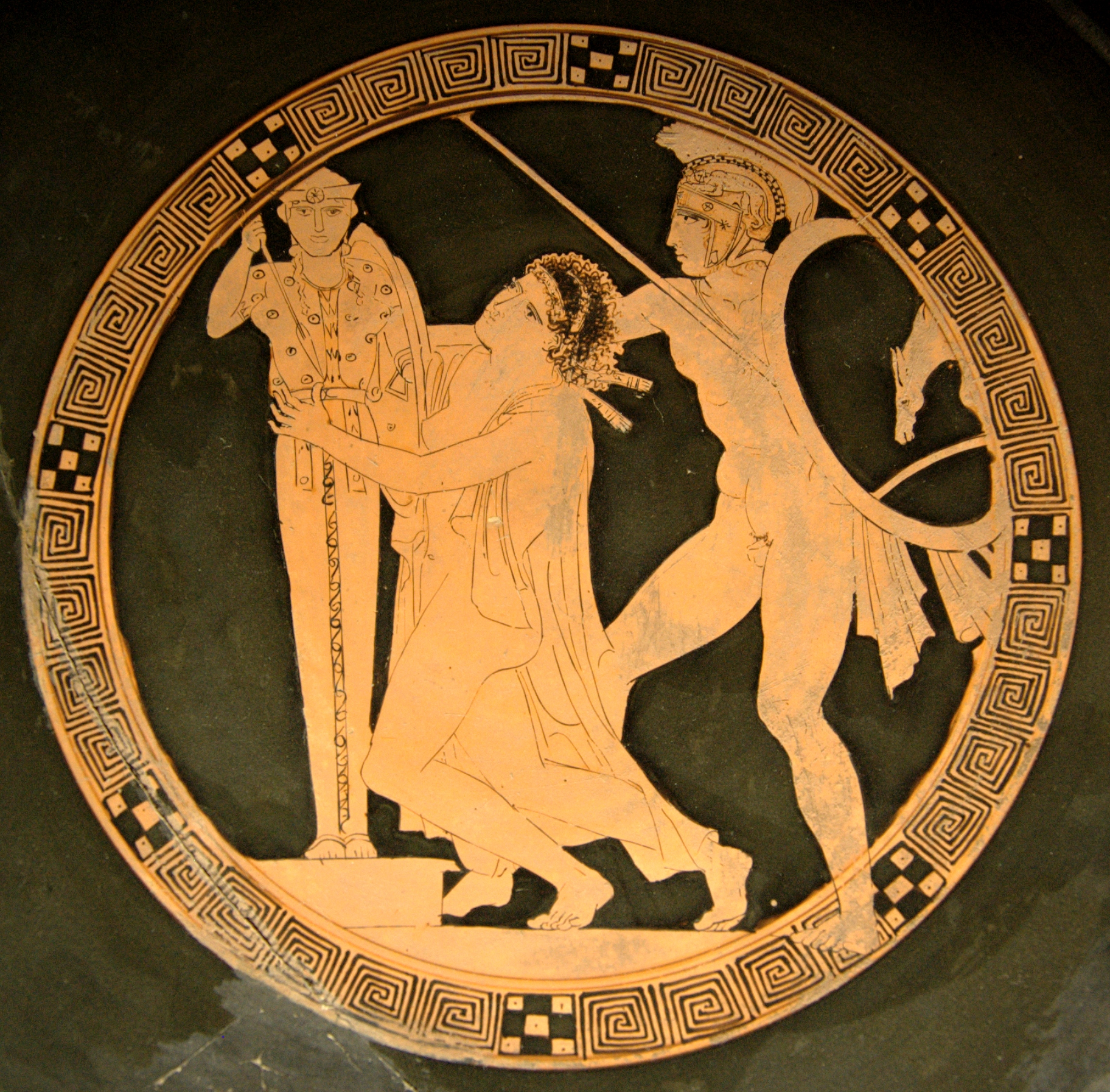
Femeia ca pradă de război: Aiax din Locres luând-o pe Casandra, pictură de formă circulară a unui cu figuri roșii de Kodros Pictorul, c. 440-430 î.e.n., Luvru.

Sclavii erau prezenți în cadrul civilizației miceniene, după cum mărturisesc numeroase tăblițe descoperite la Pylos. Două categorii legale pot fi distinse: „sclavii (εοιο)”  și „sclavii zeului (θεοιο)”, zeul în acest caz fiind probabil Poseidon. Sclavii zeului sunt întotdeauna menționați după nume și pământul lor; statutul lor legal este apropiat de cel al oamenilor liberi. Natura și originea legăturii lor cu divinitatea este neclară. Numele sclavilor obișnuiți arată că unii dintre ei provin din Kythera, Chios, Lemnos sau Halicarnassus și au fost probabil înrobiți ca urmare a pirateriei. Tăblițele indică că uniunile dintre sclavi și oameni liberi erau obișnuite și că sclavii puteau lucra și deține pământ. Se pare că diviziunea majoră din civilizația miceniană nu a fost între individul liber și sclav, ci mai degrabă între individul din palat și cel din afara lui.
Nu există continuitate între epoca miceniană și timpul lui Homer, unde structurile sociale le oglindesc pe cele ale erei „întunecate” a Greciei. Terminologia diferă: sclavul nu mai este do-e-ro (doulos), ci dmōs. În Iliada, sclavii sunt în principal femei luate ca pradă de război, pe când bărbații sunt fie răscumpărați sau uciși în bătălie. În Odiseea, sclavii de asemenea par a fi mai ales femei. Aceste sclave erau servitoare și uneori concubine. Erau și anumiți sclavi bărbați, în special în Odiseea, un prim exemplu fiind porcarul Eumaeus. Era specific pentru sclav să fie membru al părții esențiale a oikos („unitate familială”, „gospodărie”): Laerte mânâncă și bea cu servitorii săi; iarna, doarme în compania lor. Termenul dmōs nu este considerat peiorativ, iar Eumaeus, porcarul „divin”, poartă același epitet homeric ca și eroii greci. Sclavia a rămas, oricum, o dezonoare. Eumaeus însuși delcară, „Zeus (...) ia jumătate din virtutea omului când ziua sclaviei vine peste peste el.”
Este dificl de determinat când a început comerțul cu sclavi în perioada arhaică. În Munci și zile (secolul 8 î.e.n.), Hesiod deține numeroși dmōes, deși statutul acestora este neclar. Prezența douloi este confirmată de poeți lirici precum  Arhiloh sau Teognis din Megara. Potrivit mărturiilor epigrafice, legea omuciderii a lui Dracon (c. 620 î.e.n.) i-a menționat pe sclavi. Potrivit lui Plutarh, Solon (c. 594-593 î.e.n.) le-a interzis sclavilor să practice gimnastica și pederastia. Spre sfârșitul acestei perioade, referințele au devenit mai obișnuite. Sclavia devine prevalentă chiar în momentul în care Solon punea bazele democrației ateniene. Specialistul clasic Moses Finley de asemenea remarcă că Chios, care, potrivit lui Theopompus, a fost primul oraș care a organizat comerțul cu sclavi, de asemenea s-a bucurat de un proces democratic timpuriu (în secolul 6 î.e.n.). El concluzionează că „un aspect al istoriei grecești, pe scurt, este progresul mână în mână a libertății și sclaviei.”

## Rol economic

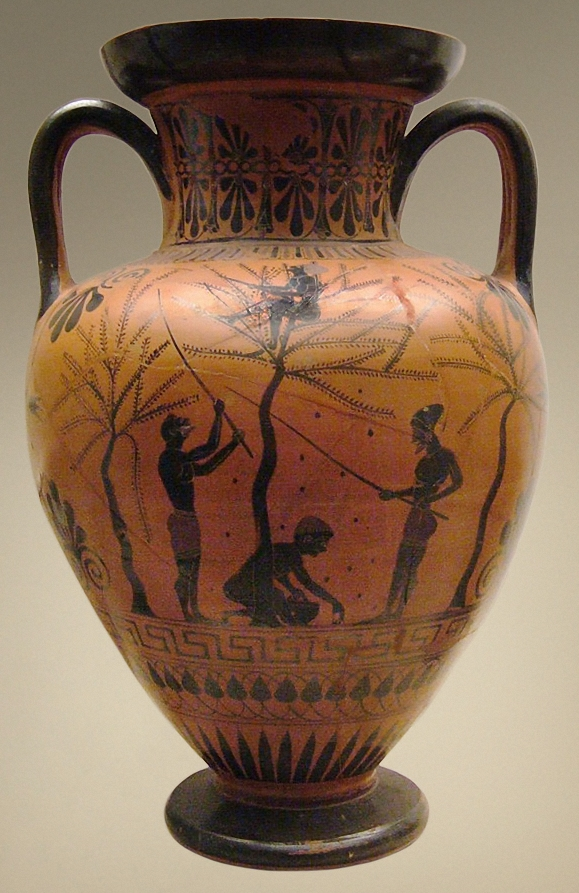
Agricultura, o întrebuințare obișnuită a sclavilor, amforă cu figuri negre de Antimenes pictorul, British Museum

Toate activitățile erau accesibile sclavilor cu excepția politicii. Pentru greci, politica era singura ocupație vrednică de un cetățean, restul fiind acordate oriunde e posibil non-cetățenilor. A fost un statut de importanță, nu de ocupație.
Principala întrebuințare a sclaviei a fost în agricultură, tbaza economiei grecești. deține un sclav sau chiar doi. O literatură abundentă de manuale pentru proprietarii de pământ (precum Economie de Xenofon sau cel al lui Pseudo-Aristotel) confirmă prezența a mulțimi de sclavi pe proprietăți mai largi; ei puteau fi muncitori obișnuiți sau supraveghetori. Aria în care sclavii erau folosiți ca forță de muncă în agricultură este disputată.  Este cert că sclavia rurală era foarte obișnuită în Atena și că Grecia antică nu cunoștea populația imensă de sclavi găsiți pe latifundia romană.
Munca sclavilor a fost prevalentă în mine și cariere de piatră, care aveau largi populații de sclavi, adesea închiriați de cetățenii privați bogați. Strategosul Nicias a dat în chirie o mie de sclavi minelor de argint din Laurium din Attica; Hipponicos primind 600, iar Philomidès - 300. Xenofon menționează că au primit un obol per sclavi per zi, cu cantitatea de 60 de drahme per an. Aceasta a fost una dintre cele mai prețuite investiții pentru atenieni. Numărul de sclavi care au lucrat în minele din Laurium sau la morile de procesare a mineritului se estimează a fi a fi 30,000. Xenofon a sugerat că orașul cumpără un număr mare de sclavi, până la trei sclavi de stat per cetățean, astfel încât arendarea lor să asigure întreținerea tuturor cetățenilor.
Sclavii erau de asemenea utilizați ca meșteșugari și comercianți. Așa cum în agricultură erau utilizați pentru munca care era peste capacitățile familiei. Populația sclavilor a fost cea mai mare în ateliere:  fabrica de scuturi a lui Lysias întrebuința 120 de sclavi, iar tatăl lui Demostene deținea 32 de cuțitari și 20 de meșteri de paturi.
Sclavii erau de asemenea întrebuințați în casă. Rolul domestic principal era de a se înțelege pentru stăpânul său în afaceri și a-l acompania în călătorii. În timpul războiului a fost ordonanță pentru hoplit. Sclavul de sex feminin executa sarcini casnice, în special coacerea de pâine și facerea de țesătură. Numai cei mai săraci cetățeni nu dețineau sclavi domestici.

## Demografie

### Populație

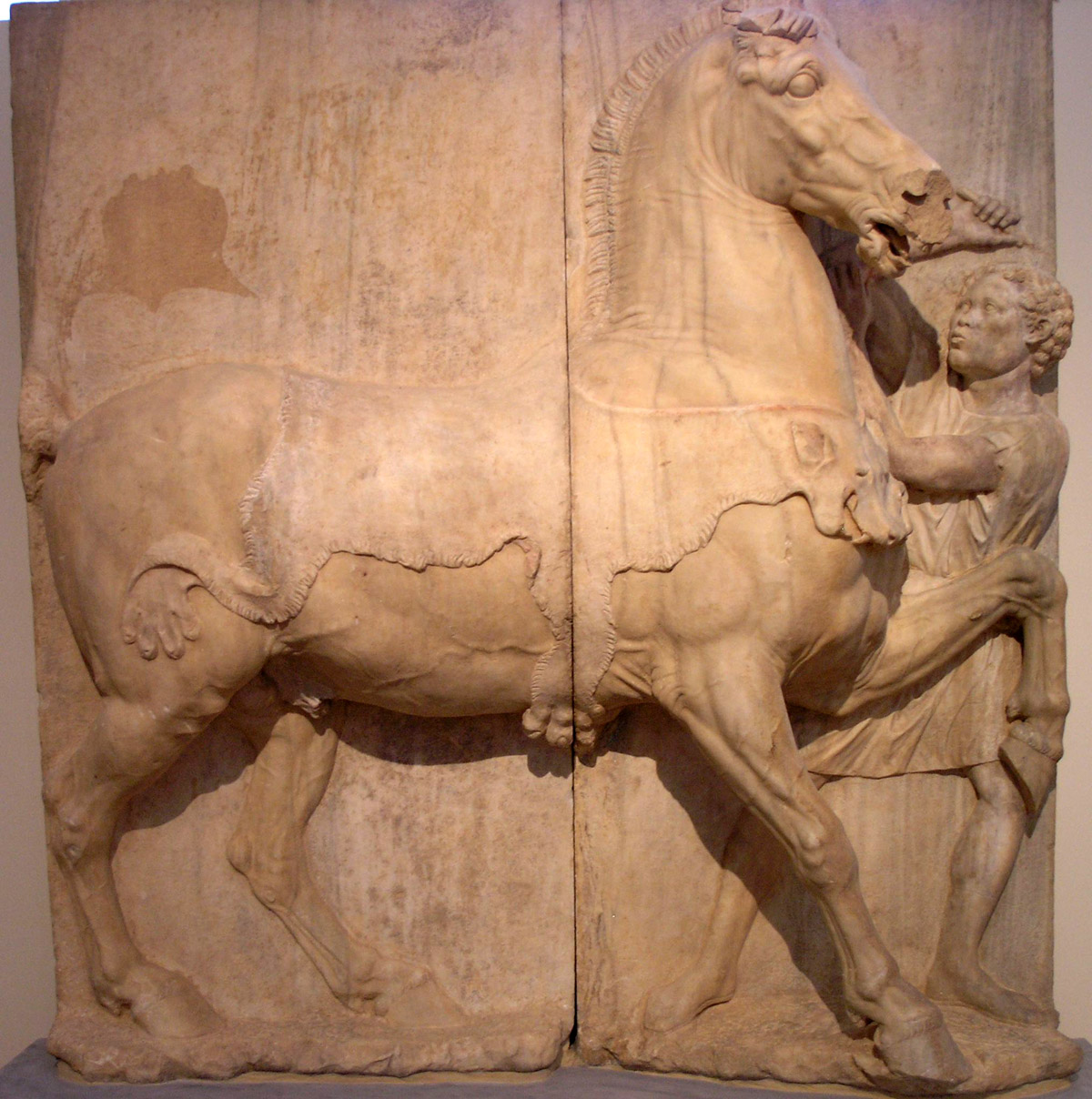
Sclav etipean încercând să dreseze un cal, datare necunoscută, Muzeul Național Arheologic din Atena

Este dificil de estimat numărul de sclavi din Grecia antică, având în vedere lipsa unui recensământ precis și a variației definițiilor în epocă. Este sigur că Atena avea cea mai mare populație de sclavi, cu cel puțin 80,000 în secolele 6 și 5 î.e.n., cu o medie de trei sau patru sclavi per gospodărie. În secolul 5 î.e.n., Tucidide a remarcat dezertarea a 20,890 de sclavi în timpul războiului din Decelea, cei mai mulți comercianți. Cea mai mică estimare, de 20,000 de sclavi, din timpul lui Demostene, corespunde cu un sclav per familie. Între 317 î.e.n. și 307 î.e.n., tiranul Demetrius Phalereus a ordonat un recensământ general în Attica, care a dat următoarele cifre: 21,000 de cetățeni, 10,000 metici și 400,000 de sclavi. Oratorul Hiperide, în Împotriva lui Areistogiton, amintește că încercarea de a recruta 15,000 de sclavi de sex masculin de vârstă militară a dus la înfrângerea grecilor sudici în Bătălia de la Cheronea (338 î.e.n.), ceea ce corespundea cu datele lui Ctesicles.